# Modelo autorregresivo de media móvil
En estadística, los modelos autorregresivos de media móvil (en inglés AutoRegressive Moving Average models, abreviados ARMA), también llamados Modelos Box-Jenkins, se aplican a series temporales de datos.
Dada una serie temporal de datos Xt, el modelo ARMA es una herramienta para entender y, aún más, para predecir futuros valores de la serie. El modelo está formado por dos partes, una parte autorregresiva (AR) y otra de media móvil (MA). El modelo se conoce con el nombre de modelo ARMA (p,q), donde p es el orden de la parte autorregresiva y q es el orden de la parte de media móvil.  

## Modelo autorregresivo
La notación AR(p) se refiere a un modelo autorregresivo de orden p. Un modelo AR(p) puede escribirse como:
{\displaystyle X_{t}=c+\sum _{i=1}^{p}\phi _{i}X_{t-i}+\epsilon _{t}.\,}
donde {\displaystyle \phi _{1},\ldots \phi _{p}} son los parámetros del modelo, {\displaystyle c} es una constante y {\displaystyle \epsilon _{t}} es un término de error. Muchos autores omiten el término constante, para fines de simplificación.
Un modelo autorregresivo es esencialmente un filtro de respuesta infinita al impulso IIR, con determinada interpretación adicional.
Se debe tener en cuenta que es necesario imponer ciertas restricciones a los valores de los parámetros de este modelo para que funcione correctamente (proceso estacionario). Por ejemplo, en un modelo AR(1), si |φ1| > 1 el modelo no tendrá un buen comportamiento.

### Ejemplo: Un proceso AR(1)
Un proceso AR(1) está dado por:
{\displaystyle X_{t}=c+\phi X_{t-1}+\epsilon _{t},\,}
donde {\displaystyle \epsilon _{t}} es un proceso de ruido blanco con media cero y varianza {\displaystyle \sigma ^{2}}.
(Nota: El subíndice en {\displaystyle \phi _{1}} se omitió.) El proceso es de covarianza estacionaria si {\displaystyle |\phi |<1}. Si {\displaystyle \phi =1}, entonces {\displaystyle X_{t}} tiene una raíz unitaria. El cálculo de la esperanza de {\displaystyle X_{t}} es directo. Asumiendo la covarianza estacionaria, tenemos:
{\displaystyle {\mbox{E}}(X_{t})={\mbox{E}}(c)+\phi {\mbox{E}}(X_{t-1})+{\mbox{E}}(\epsilon _{t})\Rightarrow \mu =c+\phi \mu +0}.
entonces:
{\displaystyle \mu ={\frac {c}{1-\phi }},}
donde {\displaystyle \mu } es la media. La varianza es:
{\displaystyle {\textrm {var}}(X_{t})=E(X_{t}^{2})-\mu ^{2}={\frac {\sigma ^{2}}{1-\phi ^{2}}}}
La función de autocorrelación viene dada por:
{\displaystyle B_{n}=E(X_{t+n}X_{t})-\mu ^{2}={\frac {\sigma ^{2}}{1-\phi ^{2}}}\,\,\phi ^{|n|}}
Se puede ver que la función de autocorrelación decrece con un intervalo de decrecimiento de {\displaystyle \tau =-1/\ln(\phi )}.
La función de densidad espectral es la transformada de Fourier de la función de autocorrelación. En términos discretos, ésta sería la transformada de Fourier de tiempo discreto:
{\displaystyle \Phi (\omega )={\frac {1}{\sqrt {2\pi }}}\,\sum _{n=-\infty }^{\infty }B_{n}e^{-i\omega n}={\frac {1}{\sqrt {2\pi }}}\,\left({\frac {\sigma ^{2}}{1+\phi ^{2}-2\phi \cos(\omega )}}\right)}
Esta expresión contiene aliasing debido a la naturaleza discreta de {\displaystyle X_{j}}. Si asumimos que el intervalo de la muestra es mucho menor que el intervalo de decrecimiento ({\displaystyle \tau \ll 1}), entonces podemos utilizar una aproximación continua a {\displaystyle B_{n}}:
{\displaystyle B(t)\approx {\frac {\sigma ^{2}}{1-\phi ^{2}}}\,\,\phi ^{|t|}}
que da un perfil Lorentzian para la densidad espectral:
{\displaystyle \Phi (\omega )={\frac {1}{\sqrt {2\pi }}}\,{\frac {\sigma ^{2}}{1-\phi ^{2}}}\,{\frac {\gamma }{\pi (\gamma ^{2}+\omega ^{2})}}}
donde {\displaystyle \gamma =1/\tau } es la frecuencia angular asociada con el intervalo de decrecimiento {\displaystyle \tau }.
Una expresión alternativa para {\displaystyle X_{t}} se puede obtener substituyendo primero {\displaystyle c+\phi X_{t-2}+\epsilon _{t-1}} por {\displaystyle X_{t-1}} en la ecuación de definición. 
Continuando este proceso N veces, obtenemos:
{\displaystyle X_{t}=c\sum _{k=0}^{N-1}\phi ^{k}+\phi ^{N}X_{t-N}+\sum _{k=0}^{N-1}\phi ^{k}\epsilon _{t-k}}
Cuando N tiende a infinito, {\displaystyle \phi ^{N}} tiende a cero y:
{\displaystyle X_{t}={\frac {c}{1-\phi }}+\sum _{k=0}^{\infty }\phi ^{k}\epsilon _{t-k}}
Véase que {\displaystyle X_{t}} es ruido blanco convolucionado con {\displaystyle \phi ^{k}} más la constante de la media. Por el teorema del límite central, {\displaystyle X_{t}} será distribuido normalmente como cualquier muestra de {\displaystyle X_{t}}, que es más grande que el intervalo de decrecimiento de la función de autocorrelación.

## Modelo de medias móviles
La notación MA(q) se refiere a un modelo de media móvil de orden q.
{\displaystyle X_{t}=\varepsilon _{t}+\sum _{i=1}^{q}\theta _{i}\varepsilon _{t-i}\,}
donde θ1, ..., θq son los parámetros del modelo y εt, εt-1,... son, de nuevo, los términos de error.
Un modelo de medias móviles es esencialmente un filtro de respuesta finita al impulso FIR, con cierta interpretación adicional.

## Modelo autorregresivo de media móvil
La notación ARMA(p, q) se refiere a un modelo con  p términos autorregresivos y q términos de media móvil. Este modelo combina los modelos AR y MA:
{\displaystyle X_{t}=\varepsilon _{t}+\sum _{i=1}^{p}\phi _{i}X_{t-i}+\sum _{i=1}^{q}\theta _{i}\varepsilon _{t-i}.\,}

## Nota sobre los términos de error
Habitualmente se asume que los términos de error εt son variables aleatorias independientes idénticamente distribuidas, tomadas de una muestra con distribución normal de media cero: εt ~ N(0,σ2), donde σ2 es la varianza. Estas suposiciones pueden ser frágiles y, si no se cumplen, pueden cambiar las propiedades del modelo. De hecho, un cambio en la suposición de independencia y distribución idéntica podría dar lugar a una diferencia considerable.

## Especificación en términos del operador retardo (lag operator)
En algunos textos los modelos se especifican en términos del operador retardo L.  En estos términos, el modelo AR(p) viene dado por:
{\displaystyle \varepsilon _{t}=\left(1-\sum _{i=1}^{p}\phi _{i}L^{i}\right)X_{t}=\phi X_{t}\,}
donde {\displaystyle \phi } representa el polinomio
{\displaystyle \phi =1-\sum _{i=1}^{p}\phi _{i}L^{i}.\,}
Un modelo MA(q) viene dado por:
{\displaystyle X_{t}=\left(1+\sum _{i=1}^{q}\theta _{i}L^{i}\right)\varepsilon _{t}=\theta \varepsilon _{t}\,}
donde θ representa el polinomio
{\displaystyle \theta =1+\sum _{i=1}^{q}\theta _{i}L^{i}.\,}
Por último, el modelo combinatorio ARMA viene dado por
{\displaystyle \left(1-\sum _{i=1}^{p}\phi _{i}L^{i}\right)X_{t}=\left(1+\sum _{i=1}^{q}\theta _{i}L^{i}\right)\varepsilon _{t}\,}
o, de forma más concisa,
{\displaystyle \phi X_{t}=\theta \varepsilon _{t}.\,}

## Modelos de ajuste (fitting models)
En general, tras seleccionar p y q, los modelos ARMA pueden ajustarse mediante regresión de mínimos cuadrados para encontrar los valores de los parámetros que minimizan el término de error. Se considera generalmente una buena práctica encontrar los valores menores de p y q que proporcionan un ajuste aceptable a los datos. Para un modelo puro AR, deben utilizarse las ecuaciones Yule-Walker para proporcionar un ajuste.

## Generalizaciones
La dependencia de Xt de valores pasados y en los términos de error εt se asume que es lineal, salvo que se especifique lo contrario. Si la dependencia no es lineal, entonces el modelo se llama específicamente modelo de media móvil no lineal (NMA), modelo autorregresivo no lineal (NAR) o modelo autorregresivo de media móvil no lineal (NARMA).
Los modelos autorregresivos de media móvil pueden generalizarse con otros métodos. Véanse también los modelos ARCH (modelos de heterocedasticidad condicional autorregresivos) y los modelos autorregresivos integrados de medias móviles ARIMA (modelos autorregresivos integrados de medias móviles). Si tenemos que ajustar múltiples series temporales, entonces se puede ajustar un modelo vectorial ARIMA (VARIMA). Si las series temporales en cuestión muestran una memoria lejana, entonces es apropiado un modelo ARIMA fraccional (FARIMA, a veces denominado ARFIMA). De pensar que los datos presentan estacionalidad, entonces debe usarse un modelo SARIMA.